# Почет

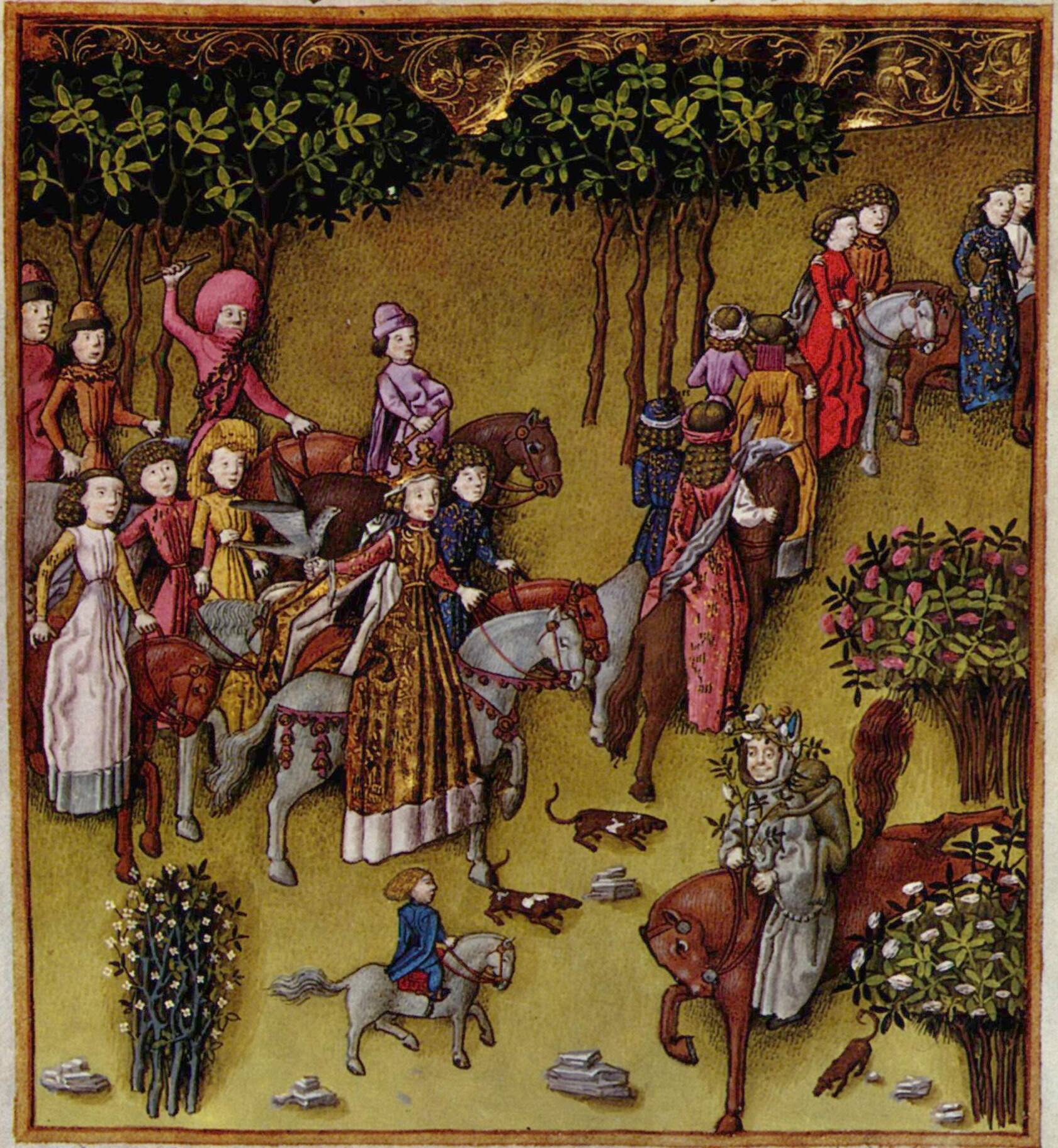
Королева Єлена з почтом на шляху до Святилища Венери Клоакіни. Мініатюра XV ст.

По́чет, рідко сви́та (від фр. suite — «супроводження», через пол. або нім.) — особи, що супроводжують високопоставлену світську або духовну особу, воєначальника. У склад почту входять придворні, слуги, охоронці.
Почтом називають осіб, що належать до найближчого оточення володарів; група людей (перев. військових), що виділяється для почесної зустрічі або супроводу кого-, чого-небудь. У переносному сенсі «почет» — особи, що супроводжують керівника при якомусь огляді.

## Інші значення
- По́чет — етнографічний термін, супровід молодого або молодої на весіллі[2] (пор. весільний поїзд).
- Почет (пол. poczet rycerski) — основний військовий підрозділ (спис, копіє) у польському війську. Найменший почет складався з двох осіб (лицаря і зброєносця), найбільші почти могли сягати кількадесятьох вершників[5].